# Lijst van nationale parken in Panama
| Nationaal park                         | Stichtingsjaar | Oppervlakte (ha) | Foto |
| -------------------------------------- | -------------- | ---------------- | ---- |
| Nationaal park La Amistad              | 1988           | 207000           |      |
| Nationaal park Volcán Barú             | 1976           | 14000            |      |
| Nationaal park Golfo de Chiriquí       | 1994           | 150000           |      |
| Nationaal park Coiba                   | 1991           | 270125           |      |
| Nationaal park Isla Bastimentos        | 1988           | 13226            |      |
| Nationaal park Santa Fe                | 2001           | 72636            |      |
| Nationaal park Omar Torrijos (El Copé) | 1986           | 25275            |      |
| Nationaal park Cerro Hoya              | 1988           | 32657            |      |
| Nationaal park Sarigua                 | 1984           | 8000             |      |
| Nationaal park Altos de Campana        | 1966           | 4925             |      |
| Nationaal park Camino de Cruces        | 1992           | 4500             |      |
| Nationaal park Soberanía               | 1980           | 19541            |      |
| Nationaal park Portobelo               | 1976           | 35929            |      |
| Nationaal park Chagres                 | 1985           | 139200           |      |
| Nationaal park Darién                  | 1980           | 579000           |      |